# Ponts (Manche)
Pour les articles homonymes, voir Ponts.
Ponts est une commune française, située dans le département de la Manche en région Normandie, peuplée de 684 habitants.

## Géographie
La commune est à l'ouest de l'Avranchin. Son bourg est à 3,5 km au nord d'Avranches, à 11 km au sud-est de Sartilly, à 15 km à l'ouest de Brécey et à 19 km au sud-ouest de Villedieu-les-Poêles.

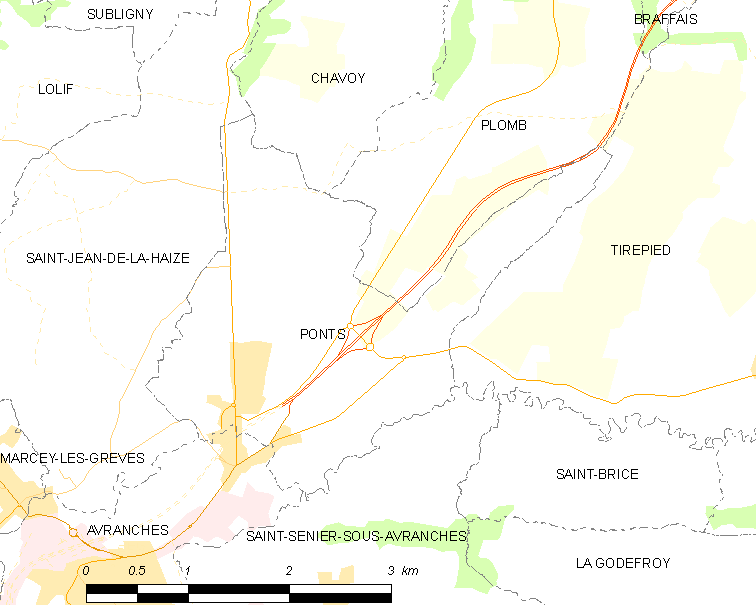
Carte de la commune.

| Saint-Jean-de-la-Haize            | Chavoy                                 | Le Parc                     |
| Saint-Jean-de-la-Haize            | Ponts                                  | Tirepied-sur-Sée            |
| Saint-Jean-de-la-Haize, Avranches | Avranches, Saint-Senier-sous-Avranches | Saint-Senier-sous-Avranches |

### Hydrographie
La commune est située dans le bassin Seine-Normandie. Elle est drainée par la Sée, le ruisseau de la Guerinette, un bras de la Guérinette, le fossé 01 de la Nolière, le fossé 03 de la Haize et un autre petit cours d'eau,.
La Sée, d'une longueur de 79 km, prend sa source dans la commune de Sourdeval et se jette  dans le golfe de Saint-Malo en limite du Val-Saint-Père et de Vains, après avoir traversé 20 communes. 

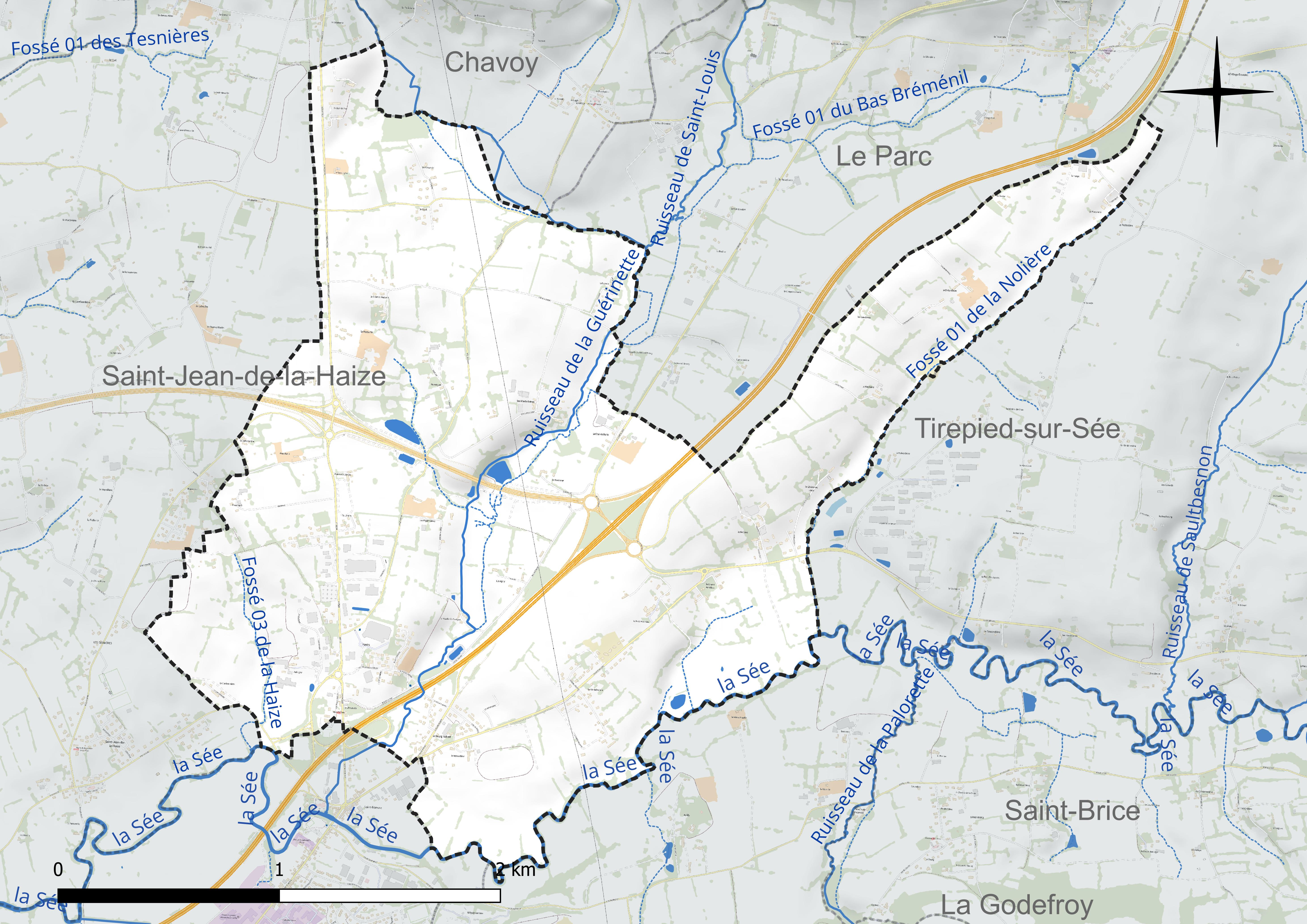
Réseau hydrographique de Ponts.

### Climat
Pour des articles plus généraux, voir Climat de la Normandie et Climat de la Manche.
En 2010, le climat de la commune est de type climat océanique franc, selon une étude du CNRS s'appuyant sur une série de données couvrant la période 1971-2000. En 2020, Météo-France publie une typologie des climats de la France métropolitaine dans laquelle la commune est exposée à un climat océanique et est dans la région climatique  Bretagne orientale et méridionale, Pays nantais, Vendée, caractérisée par une faible pluviométrie en été et une bonne insolation. Parallèlement le GIEC normand, un groupe régional d’experts sur le climat, différencie quant à lui, dans une étude de 2020, trois grands types de climats pour la région Normandie, nuancés à une échelle plus fine par les facteurs géographiques locaux. La commune est, selon ce zonage, exposée à un « climat maritime », correspondant au Cotentin et à l'ouest du département de la Manche, frais, humide et pluvieux, où les contrastes pluviométrique et thermique sont parfois très prononcés en quelques kilomètres quand le relief est marqué.
Pour la période 1971-2000, la température annuelle moyenne est de 10,9 °C, avec une amplitude thermique annuelle de 11,5 °C. Le cumul annuel moyen de précipitations est de 916 mm, avec 13,7 jours de précipitations en janvier et 8,6 jours en juillet. Pour la période 1991-2020, la température moyenne annuelle observée sur la station météorologique la plus proche, située sur la commune de Pontorson à 20 km à vol d'oiseau, est de 11,9 °C et le cumul annuel moyen de précipitations est de 821,3 mm,. Pour l'avenir, les paramètres climatiques de la commune estimés pour 2050 selon différents scénarios d’émission de gaz à effet de serre sont consultables sur un site dédié publié par Météo-France en novembre 2022.

## Urbanisme

### Typologie
Au 1er janvier 2024, Ponts est catégorisée commune rurale à habitat dispersé, selon la nouvelle grille communale de densité à sept niveaux définie par l'Insee en 2022.
Elle appartient à l'unité urbaine d'Avranches, une agglomération intra-départementale regroupant cinq  communes, dont elle est une commune de la banlieue,,. Par ailleurs la commune fait partie de l'aire d'attraction d'Avranches, dont elle est une commune de la couronne,. Cette aire, qui regroupe 32 communes, est catégorisée dans les aires de moins de 50 000 habitants,.

### Occupation des sols
L'occupation des sols de la commune, telle qu'elle ressort de la base de données européenne d’occupation biophysique des sols Corine Land Cover (CLC), est marquée par l'importance des territoires agricoles (88,6 % en 2018), en diminution par rapport à 1990 (96,2 %). La répartition détaillée en 2018 est la suivante : prairies (58,4 %), zones agricoles hétérogènes (25,3 %), zones urbanisées (7,2 %), terres arables (4,9 %), mines, décharges et chantiers (4,2 %). L'évolution de l’occupation des sols de la commune et de ses infrastructures peut être observée sur les différentes représentations cartographiques du territoire : la carte de Cassini (XVIIIe siècle), la carte d'état-major (1820-1866) et les cartes ou photos aériennes de l'IGN pour la période actuelle (1950 à aujourd'hui).

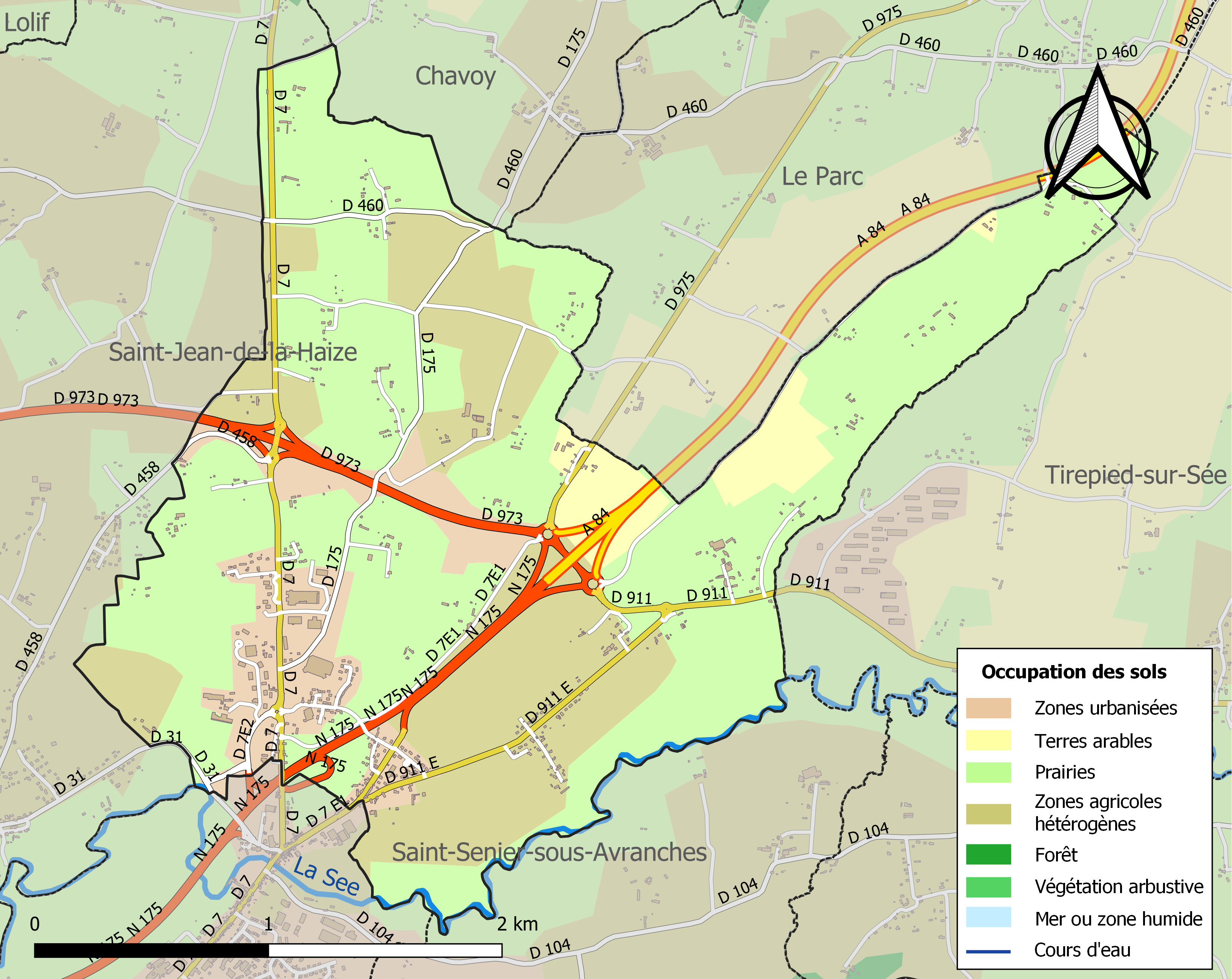
Carte des infrastructures et de l'occupation des sols de la commune en 2018 (CLC).

## Toponymie
Le toponyme est attesté sous les formes Ponz en 1129, de Pontibus en 1412. Il est déterminé par la présence d'un pont. Il s'agit ici des ponts qui traversent la Sée.
Le gentilé est Pontois.

## Histoire
C'est à Ponts qu'Arthur de Richemont (1393-1458), connétable de France, après sa victoire le 15 avril à Formigny, rejoint le 1er mai 1450 son neveu François Ier duc de Bretagne afin de chasser les Anglais d'Avranches.

## Politique et administration
| Période                                                                                      | Période  | Identité              | Étiquette | Qualité                     |
| -------------------------------------------------------------------------------------------- | -------- | --------------------- | --------- | --------------------------- |
| …1792                                                                                        | 1795     | François Gallais      |           |                             |
| 1795                                                                                         | 1798     | Jacques Le Bel        |           |                             |
| 1798                                                                                         | 1808     | François Gallais      |           |                             |
| 1808                                                                                         | 1825     | Jean François Chauvin |           |                             |
| 1825                                                                                         | 1835     | Guillaume Gilbert     |           |                             |
| 1835                                                                                         | 1843     | Louis Garnier         |           |                             |
| 1843                                                                                         | 1848     | Guillaume Bazire      |           |                             |
| 1848                                                                                         | 1855     | François Jamard       |           |                             |
| 1855                                                                                         | 1870     | Guillaume Bazire      |           |                             |
| 1870                                                                                         | 1895     | Auguste Haupais       |           |                             |
| 1895                                                                                         | 1908     | Auguste Herpin        |           |                             |
| 1908                                                                                         | 1912     | Alexandre Poulain     |           |                             |
| 1912                                                                                         | 1919     | Auguste Chaignon      |           |                             |
| 1919                                                                                         | 1930     | Émile Haupais         |           |                             |
| 1930                                                                                         | 1935     | Jean Lebreton         |           |                             |
| 1935                                                                                         | 1947     | Adolphe Tesnière      |           |                             |
| 1947                                                                                         | 1954     | Hippolyte Trublet     |           |                             |
| 1955                                                                                         | 1959     | Auguste Gilbert       |           |                             |
| 1959                                                                                         | 1977     | Ernest Harivel        |           |                             |
| 1977                                                                                         | 1995     | Roger Leprovost       |           |                             |
| 1995                                                                                         | mai 2020 | Jean-Claude Arondel   | SE        | Retraité de l'Équipement    |
| mai 2020                                                                                     | En cours | Jocelyne Allain       | SE        | Retraitée de l'enseignement |
| Une partie des données est issue d'une liste établi par Jean Pouëssel et Marie-Hélène Dodier |          |                       |           |                             |

Le conseil municipal est composé de quinze membres dont le maire et deux adjoints.

## Démographie
L'évolution du nombre d'habitants est connue à travers les recensements de la population effectués dans la commune depuis 1793. Pour les communes de moins de 10 000 habitants, une enquête de recensement portant sur toute la population est réalisée tous les cinq ans, les populations de référence des années intermédiaires étant quant à elles estimées par interpolation ou extrapolation. Pour la commune, le premier recensement exhaustif entrant dans le cadre du nouveau dispositif a été réalisé en 2006.
En 2022, la commune comptait 684 habitants, en évolution de +7,55 % par rapport à 2016 (Manche : −0,31 %, France hors Mayotte : +2,11 %).
| 1793 | 1800 | 1806 | 1821 | 1831 | 1836 | 1841 | 1846 | 1851 |
| ---- | ---- | ---- | ---- | ---- | ---- | ---- | ---- | ---- |
| 552  | 540  | 618  | 609  | 661  | 510  | 500  | 515  | 522  |

| 1856 | 1861 | 1866 | 1872 | 1876 | 1881 | 1886 | 1891 | 1896 |
| ---- | ---- | ---- | ---- | ---- | ---- | ---- | ---- | ---- |
| 546  | 510  | 504  | 503  | 504  | 452  | 460  | 424  | 388  |

| 1901 | 1906 | 1911 | 1921 | 1926 | 1931 | 1936 | 1946 | 1954 |
| ---- | ---- | ---- | ---- | ---- | ---- | ---- | ---- | ---- |
| 410  | 408  | 402  | 345  | 383  | 380  | 383  | 357  | 355  |

| 1962 | 1968 | 1975 | 1982 | 1990 | 1999 | 2006 | 2011 | 2016 |
| ---- | ---- | ---- | ---- | ---- | ---- | ---- | ---- | ---- |
| 347  | 398  | 423  | 460  | 482  | 443  | 537  | 591  | 636  |

| 2021 | 2022 | - | - | - | - | - | - | - |
| ---- | ---- | - | - | - | - | - | - | - |
| 682  | 684  | - | - | - | - | - | - | - |

## Lieux et monuments
- Église paroissiale Saint-Étienne de Ponts (XVe – XVIe siècles) restaurée, avec portail latéral XVIe, nef reconstruite, et dont la tour carré du clocher est surmontée d'un pinacle avec une lanterne. Elle se trouve sur le territoire d'Avranches, dans le quartier nommé Ponts-sous-Avranches[39]. Elle abrite des fonts baptismaux du XIIIe et des stalles du XVIIe classés au titre objet aux monuments historiques[40], ainsi qu'une clôture de chœur du XXe, les statues Vierge à l'Enfant du XVIe et saint Gaud du XVIIIe, une verrière (quatorze vitraux figuratifs) du XXe de Marguerite Huré et Jean Maumé. Un bas-relief, sur la lapidation de saint Étienne, formant retable du XVIe a été éphémèrement classé en 1954[41].

Lors de la construction de la tour en 1621, l'architecte chuta mortellement. Afin d'agrandir l'église on a ajouter au chœur une chapelle latérale.
- Croix de cimetière (1676), calvaire (1898) à la Ménardière avec pupitre (XVe) pour l'évangile de la procession des Rameaux.
- Ancien moulin de Cavigny qui fut en activité jusqu'en 1985[26].

Pour mémoire
Ponts a possédé jusqu'au XVIIIe siècle une léproserie dite maladrerie de la Madeleine.

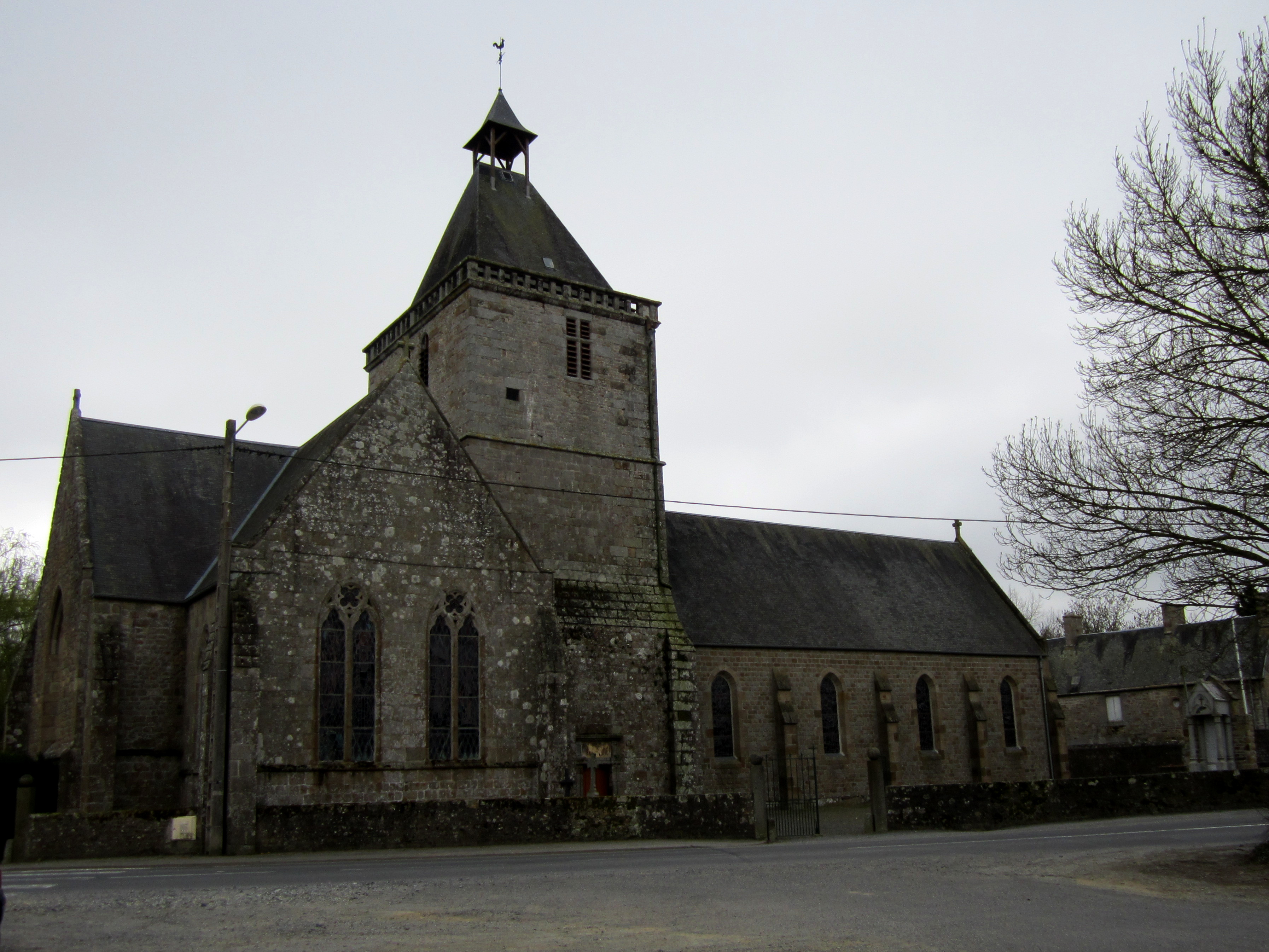
Vue extérieure de l’église.
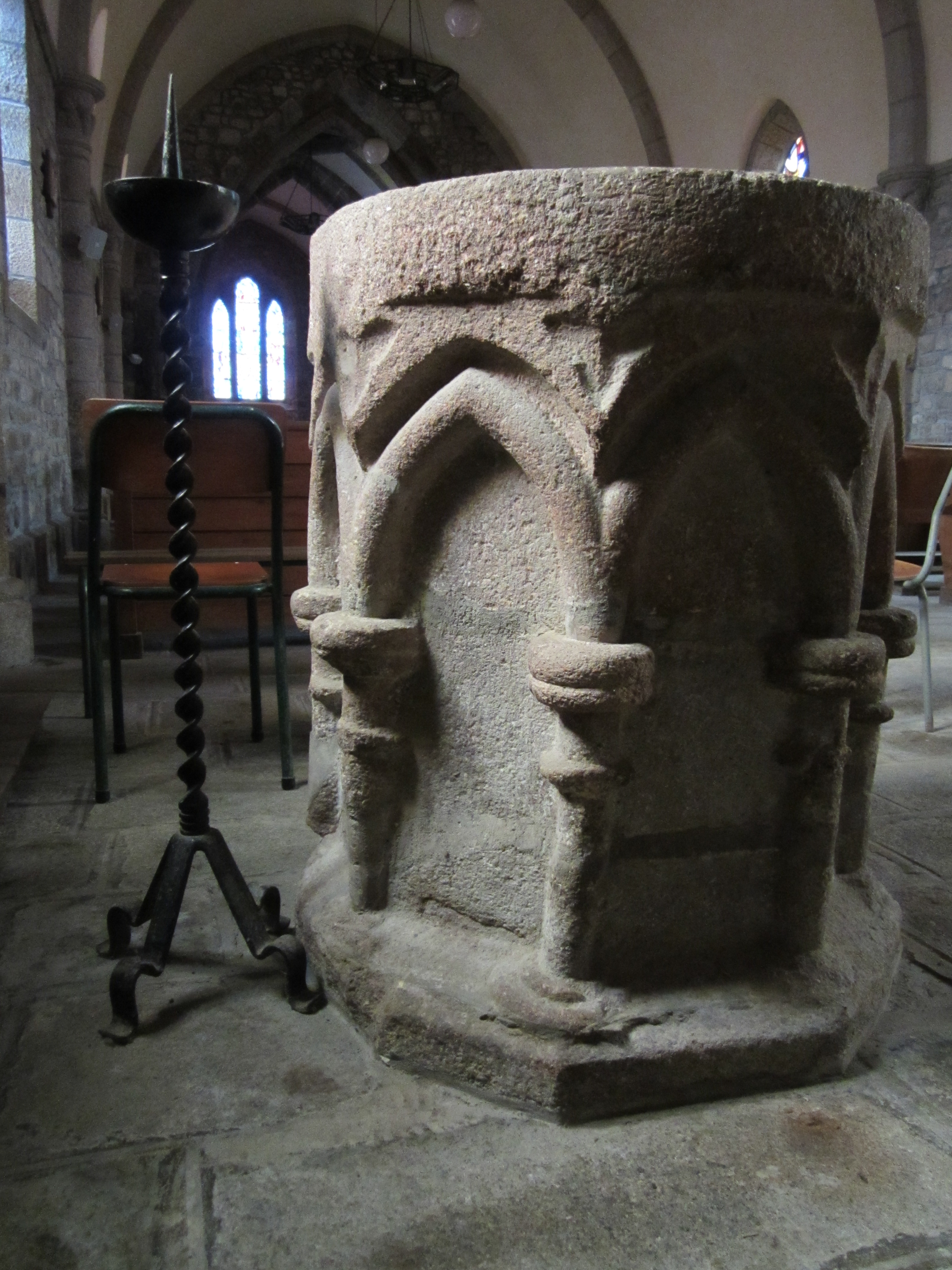
Fonts baptismaux.
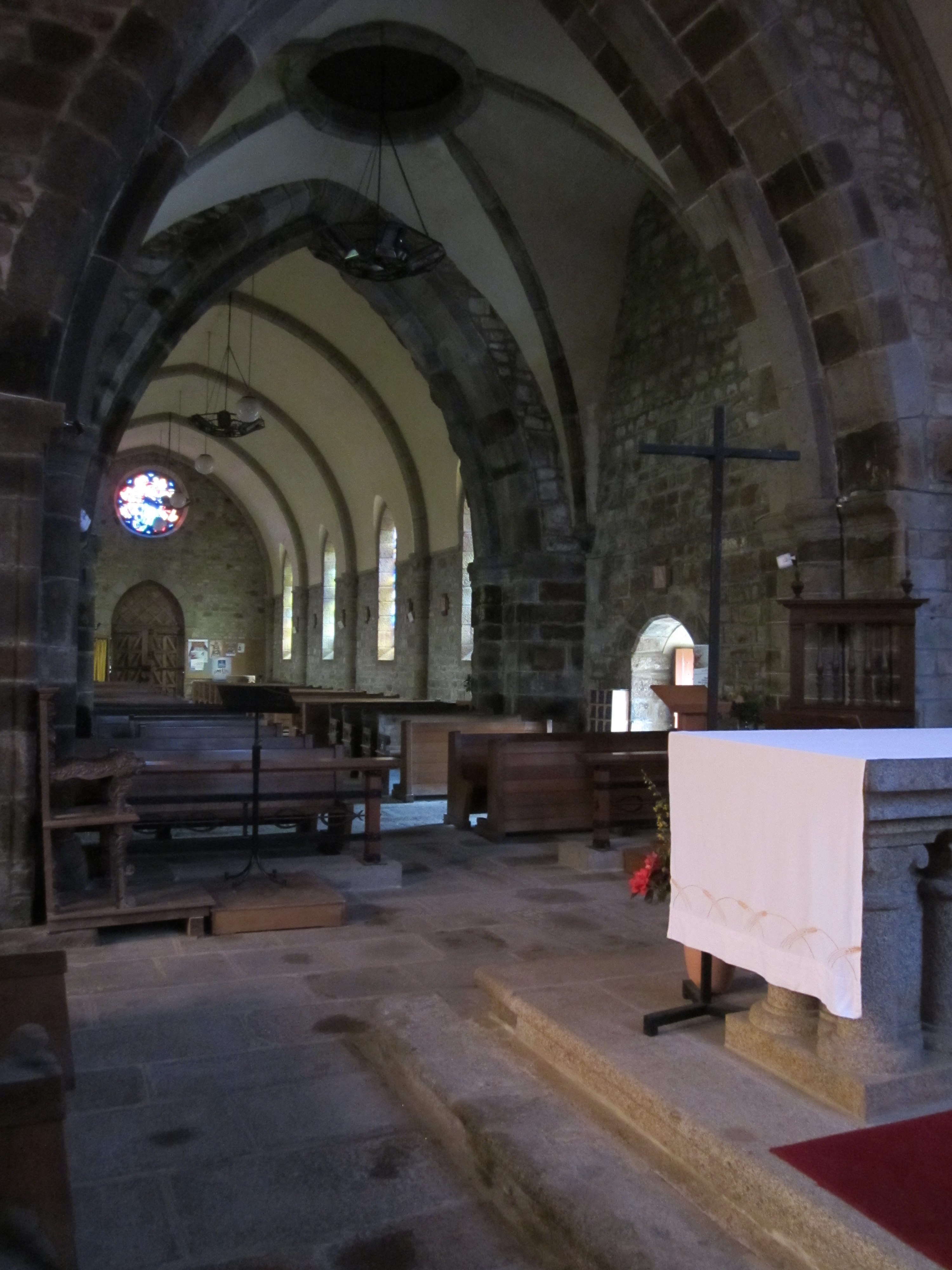
Chœur.
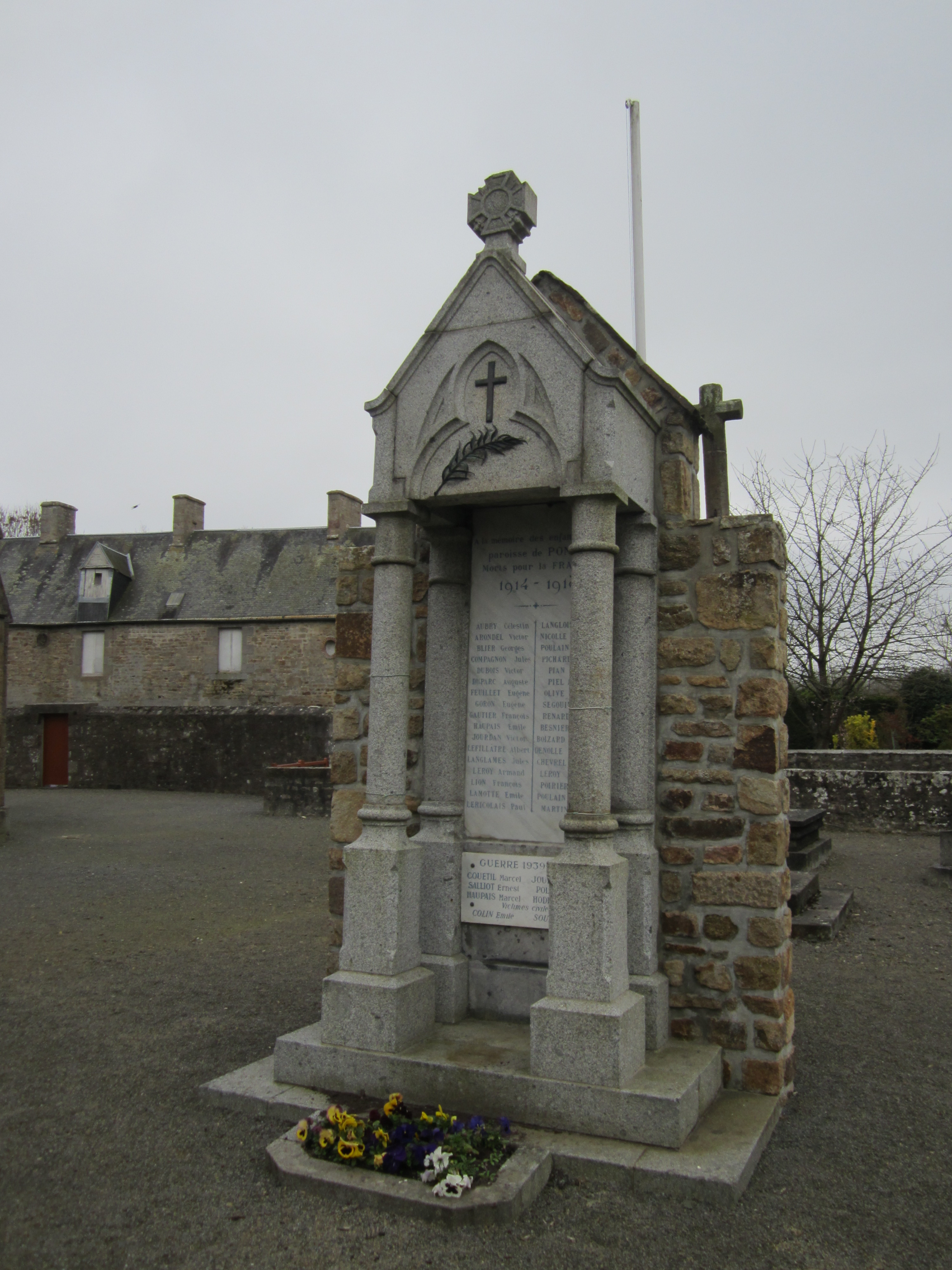
Monuments aux morts.